# LaDonna Brave Bull Allard
LaDonna Brave Bull Allard (Fort Yates, Dakota del Norte; 8 de junio de 1956-10 de abril de 2021) fue una historiadora y activista lakota. En abril de 2016, fue una de las fundadoras de los campamentos de resistencia de las protestas del oleoducto Dakota Access, cuyo objetivo era detener el oleoducto Dakota Access cerca de la reservación india Standing Rock en Dakota del Norte.

## Biografía
Brave Bull Allard fue miembro inscrita de la tribu Sioux de Standing Rock y excoordinadora de preservación histórica de la Sección 106 de la tribu Sioux de Standing Rock. Su gente es Inhunktonwan de Cannon Ball, Hunkpapa y Blackfoot Lakota Blackfoot. En el transcurso de las acciones directas contra el oleoducto de acceso de Dakota , hubo varios campamentos. El campamento dirigido por Allard se llamaba Campo de Piedra Sagrada. Este movimiento se ha convertido en la mayor alianza intertribal en el continente americano en siglos, y posiblemente en la historia, con más de 200 naciones tribales representadas.